# 송규렴
송규렴(宋奎濂, 1630년 ∼ 1709년)은 조선의 문신이다. 자는 도원, 호는 제월당, 본관은 은진이다. 송준길, 송시열의 문인이다. 송남수의 증손이다. 시호는 문희이다.
송준길의 문하에서 학문을 닦았으며, 뒤에 송시열의 문하에도 들어 스승으로 하여 배웠다. 19세 때 사마시에 합격하고 1654년 효종 때 문과에 급제하여 정언·이조좌랑 등을 지냈다. 서천군수로 나가 치적을 크게 올렸다. 1667년 사간을 거쳐 집의에 올랐다. 현종 때 사간으로 송시열·송준길 등의 죄를 풀어 줄 것을 간하다가 벼슬에서 쫓겨났다. 1680년 경신대출척으로 서인들이 정권 잡자 다시 복권되어 공조참의, 대사간 등을 지냈다. 1699년 기로소에 들었으며 지중추부사, 우참찬, 예조판서 등에 임명되었으나 모두 사퇴하고 80세 때 지돈녕부사에 올랐다. 미호서원에 독향되었다. 그는 학문에 뛰어났으며, 송시열·송준길과 함께 3송이라 불리었다. 송준길, 송시열과 함께 회덕향약을 지었다. 저서로 《제월당집》이 있다.
현재 3권의 책으로 남아 있는 송규렴 간독첩(簡牘帖)은 송규렴 집안에서 수신하였던 간찰을 유형별로 나누어 장첩한 것이다. 원래는 10책이 이었을 것으로 추측되나, 현재 대전역사박물관에 기종되어 있는 소장본은 7책 「산림(山林)」, 8책 「문형(文衡)」, 10책 「지구(知舊)」등 3책이다. 2012년 6월 22일에 대전광역시 유형문화재 제49호로 지정되었다.

## 가족 관계
- 할아버지 : 송희원(宋希遠)
  - 아버지 : 송국전(宋國詮)
  - 어머니 : 안경인(安敬仁)의 딸
    - 부인 : 김광찬(金光燦)의 딸, 안동 김씨
      - 장남 : 송상기(宋相琦)
        - 손자 : 송필환(宋必煥)
        - 손녀 : 이하곤(李夏坤)에게 출가
        - 손녀 : 이천기(李天紀)에게 출가
        - 손녀 : 윤득항(尹得恒)에게 출가
        - 손녀 : 서명빈(徐命彬)에게 출가
        - 손녀 : 민통수(閔通洙)에게 출가

      - 차남 : 송상유(宋相維)
        - 손자 : 송필태(宋必泰)
        - 손자 : 송필징(宋必徵)
        - 손녀 : 이천보(李天輔) 출가
        - 손녀 : 이사중(李思重) 출가
        - 손녀 : 심용(沈鏞)에게 출가

      - 장녀 : 이익명(李益命)에게 출가

## 저서
- 《회덕 향약》 : 송준길, 송시열과 공저
- 《제월당집》

## 같이 보기
- 송시열
- 송준길
- 민유중
- 김수항
- 김수흥
- 민정중